# Margaret Taylorová
Margaret Mackallová Smithová Taylorová (21. září 1788, Calvert County, Maryland – 14. srpna 1852, East Pascagoula, Mississippi) byla manželkou 12. prezidenta USA Zachary Taylora. Vzhledem ke své nemoci funkci první dámy USA nevykonávala, jako oficiální hostitelka vystupovala její dcera Mary Elizabeth Taylorová Blissová.